# Thomas Mathiesen
Thomas Mathiesen (* 5. Oktober 1933 in Oslo; † 29. Mai 2021) war ein norwegischer Soziologe, insbesondere Rechtssoziologe und Kriminalsoziologe.

## Leben
Mathiesen studierte bis 1955 Soziologie an der University of Wisconsin (Abschluss B.A.) und erwarb 1958 den M.A. (Hauptfach: Soziologie, Nebenfächer: Psychologie und Sozialanthropologie) an der Universität Oslo. 1965 promovierte er ebendort. Seit 1972 ist er Professor für Rechtssoziologie an der Universität Oslo (emeritiert 2004).
Er war Gastprofessor an der University of California in Santa Barbara (1967) und in Berkeley (1975), an der Universität Tromsø (1980), an der Universität Warschau (1988) und an der Universität Bremen (1988).
Thomas Mathiesen zählt zusammen Nils Christie und Louk Hulsman zu den bedeutendsten Vertretern des kriminalpolitischen Abolitionismus. Sein Hauptwerk "The politics of abolition" (Oslo 1974) ist seither in einer erweiterten Neuauflage erschienen ("The politics of abolition revisited", London 2015).
Mathiesen publizierte in Norwegisch und Englisch, seine Werke wurden ins Schwedische, Dänische, Deutsche, Italienische und Spanische übersetzt und auch in China verlegt.

## Deutschsprachige Schriften (Auswahl)
- Überwindet die Mauern! Die skandinavische Gefangenenbewegung als Modell politischer Randgruppenarbeit. Luchterhand, Neuwied 1979, ISBN 3-472-58044-5.
- Die lautlose Disziplinierung. Beiträge gegen die politische Kontrolle. AJZ-Verlag, Bielefeld 1985, ISBN 3-921680-36-0.
- Macht und Gegenmacht. Überlegungen zu wirkungsvollem Widerstand. AG-SPAK-Publikationen, München 1986, ISBN 3-923126-35-2.
- Das Recht in der Gesellschaft. Eine Einführung in die Rechtssoziologie. Votum-Verlag, Münster 1988; ISBN 3-930405-27-X.
- Gefängnislogik. Über alte und neue Rechtfertigungsversuche. AJZ-Verlag, Bielefeld 1989, ISBN 3-921680-77-8.